# Michail Iwanowitsch Samochin
Michail Iwanowitsch Samochin (russisch Михаил Иванович Самохин; * 24. Dezember 1901jul. / 6. Januar 1902greg. in Urjupinsk, Gouvernement Saratow, Russisches Kaiserreich; † 19. August 1998 in Moskau) war ein sowjetischer Offizier und zuletzt als Generaloberst der Flieger von 1957 bis 1963 stellvertretender Oberkommandierender der Sowjetischen Luftverteidigungsstreitkräfte.

## Leben

### Offizier, Zweiter Weltkrieg und Aufstieg zum Generaloberst der Flieger
Michail Iwanowitsch Samochin trat 1924 in die Rote Armee ein und wurde später Offizier der Luftstreitkräfte der Sowjetunion. Nach zahlreichen Verwendungen als Offizier und Stabsoffizier war er zwischen April 1938 und März 1939 zunächst stellvertretender Kommandeur sowie anschließend von März bis Oktober 1939 Kommandeur des 40. Fliegerregiments. Danach war er von Oktober 1939 bis November 1941 stellvertretender Kommandeur der Luftstreitkräfte der Baltischen Rotbannerflotte und nahm mit dieser am Winterkrieg (30. November 1939 bis zum 13. März 1940) Finnland teil. Während dieser Verwendung wurde er am 26. April 1940 zum Brigadekommandeur (KomBrig) sowie am 4. Juni 1940 zum Generalmajor der Flieger. Nach Beginn des Deutsch-Sowjetischen Krieges (22. Juni 1941 bis 2. Mai 1945) fungierte er vom 14. Juni 1941 bis Februar 1946 als Kommandeur der Luftstreitkräfte der Baltischen Rotbannerflotte und wurde in dieser Funktion am 18. April 1943 zum Generalleutnant sowie am 5. November 1944 zum Generaloberst der Flieger befördert.
Nach Ende des Zweiten Weltkrieges war Samochin von Februar bis November 1946 noch Kommandeur der Luftstreitkräfte der Südlichen Baltischen Flotte sowie von Mai bis August 1947 Kommandeur der Luftstreitkräfte der 4. Flotte, ehe er zwischen August 1947 und Juni 1950 Kommandeur der Luftstreitkräfte der Nordflotte war. Nachdem er von Juni 1950 und August 1951 die Höhere Militärakademie „K. J. Woroschilow“ absolviert hatte, wurde er zwischen August und Dezember 1951 zur Verfügung des Marineministeriums gestellt. Er war anschließend zwischen Dezember 1951 und März 1957 Kommandeur der Luftverteidigungsstreitkräfte der Marine sowie in Personalunion von Oktober 1954 bis März 1957 stellvertretender der Luftstreitkräfte der Marine. Nachdem mit der zunehmenden Bedeutung der Luftabwehr ab 1954 mit den Luftverteidigungsstreitkräften auch eine eigene Teilstreitkraft etabliert wurde, wurde er im März 1957 stellvertretender Oberkommandierender der Luftstreitverteidigungsstreitkräfte und verblieb in dieser Verwendung bis zu seinem Eintritt in den Ruhestand 1963. Er war als solcher Stellvertreter von Marschall der Sowjetunion Sergei Semjonowitsch Birjusow (1955 bis 1962) beziehungsweise dessen Nachfolger Marschall der Flieger Wladimir Alexandrowitsch Sudetsch (1962 bis 1966).

### Ehrungen und Auszeichnungen
Für seine langjährigen Verdienste wurde Samochin mehrfach ausgezeichnet und erhielt unter anderem folgende Orden und Auszeichnungen: den Titel Held der Sowjetunion, den Schukow-Orden, den Leninorden (3 Mal), den Rotbannerorden (4 Mal), den Uschakoworden Erster Klasse (2 Mal), den Suworow-Orden Zweiter Klasse, den Orden des Vaterländischen Krieges Erster Klasse, den Orden des Roten Banners der Arbeit (2 Mal), das Ehrenzeichen der Sowjetunion, die Jubiläumsmedaille „Zum Gedenken an den 100. Geburtstag von Wladimir Iljitsch Lenin“, die Medaille „Für die Verteidigung Leningrads“, die Medaille „Sieg über Deutschland“, die Medaille „20. Jahrestag des Sieges im Großen Vaterländischen Krieg 1941–1945“, die Medaille „30. Jahrestag des Sieges im Großen Vaterländischen Krieg 1941–1945“, die Medaille „40. Jahrestag des Sieges im Großen Vaterländischen Krieg 1941–1945“, die Medaille „50. Jahrestag des Sieges im Großen Vaterländischen Krieg 1941–1945“, die Medaille „Für die Einnahme Königsbergs“, die Medaille „Veteran der Streitkräfte der UdSSR“, die Medaille „30 Jahre Sowjetarmee und Flotte“, die Medaille „40 Jahre Streitkräfte der UdSSR“, die Medaille „50 Jahre Streitkräfte der UdSSR“, die Medaille „60 Jahre Streitkräfte der UdSSR“, die Medaille „70 Jahre Streitkräfte der UdSSR“ sowie die Medaille „Zum 250-jährigen Jubiläum Leningrads“.